# Músculo lumbrical do pé
O Músculo lumbrical do pé são quatro músculos auxiliares do músculo flexor longo dos dedos. Eles localizam-se na região plantar interna do pé entre os tendões flexores, na parte interior da extremidade traseira da primeira falange dos últimos quatro dedos. Eles são numerados a partir da parte medial para a lateral, menos os dois primeiros que se originam nos músculos flexores longos dos dedos. Sua função é a flexão da primeira falange e a extensão dos demais[carece de fontes?].
Os músculos terminam em tendões que passam através do lado medial dos quatro dedos menores dos pés, e se insere no músculo extensor dos tendões na parte dorsal da primeira falange. Embora os tendões tenham que passar sob as articulações metatarsofalângicas, eles conseguem criar uma flexão nas articulações.

## Variações
Foram observados a ausência de um ou mais músculos, músculos duplos, triplos, quádruplos ou mesmo quíntuplos e inserções parciais ou totais nas primeiras falanges.[carece de fontes?]